# اروين شتريتماتر
اروين شتريتماتر (بالألمانية: Erwin Strittmatter) (و. 1912 – 1994 م) هو كاتب ألماني، ولد في شبرمبرغ، كان عضوًا في الحزب الديمقراطي الاجتماعي الألماني، توفي عن عمر يناهز 82 عاماً.

## جوائز
حصل على جوائز منها:
- نيشان كارل ماركس
- الجائزة الوطنية لجمهورية ألمانيا الديمقراطية
- راية العمل [الإنجليزية]‏
- وسام الاستحقاق الوطني الذهبي
- Johannes-R.-Becher-Medaille [الإنجليزية]‏

## وصلات خارجية
- اروين شتريتماتر على موقع IMDb (الإنجليزية)
- اروين شتريتماتر على موقع مونزينجر (الألمانية)
- اروين شتريتماتر على موقع ألو سيني (الفرنسية)
- اروين شتريتماتر على موقع ميوزك برينز (الإنجليزية)
- اروين شتريتماتر على موقع ديسكوغز (الإنجليزية)

- اروين شتريتماتر في قاعدة بيانات الأفلام على الإنترنت